# 沢乙温泉
沢乙温泉（さわおとおんせん）は、宮城県宮城郡利府町（旧国陸奥国、明治以降は磐城国）にある温泉。

## 泉質
- アルカリ性単純冷鉱泉
  - 泉温　18〜19℃

## 温泉地
仙台市街地から程近い森林地帯に、一軒宿の「うちみ旅館」が立地している。日帰り入浴可能。
部屋や温泉からは、季節を感じさせる庭を一望できる。夕食は地元の海鮮料理と米を使用している。

## 歴史
時は801年（延暦20年）。蝦夷との戦いで足を負傷した征夷大将軍・坂上田村麻呂が家臣の霞野忠太盛春が、多賀城の道中で湧水を発見する。そこで霞野忠太盛春から、負傷した足を洗うように勧められた結果、傷を癒せたのがきっかけ。
温泉名の由来は坂上田村麻呂が同地出身の阿久玉姫と惹かれあい、地元民は阿久玉姫のことを「沢乙女」と呼んだことから、出会いの場所一帯が読みやすいように、沢乙という地名になった。
江戸時代には、湯治場として賑わった。また安政年間には、仙台藩が独自の調査を進め、仙台藩のお墨付きの温泉場となる。
代々、内海家が沢乙温泉を守ってきたが、昭和57年４月火災で、伝統的な湯治長屋が全焼し廃業の危機に陥るが翌年に八代目夫妻が再建した。

## アクセス
- JR東北本線岩切駅または利府線利府駅よりタクシーで約10分。

- 仙台北部道路・利府しらかし台ICより車で約3分。